# 水返腳的春天
《水返腳的春天》（英語：Spring in the Heart），是大愛電視一部描寫周靜芬、陳山田真實人生電視劇，高慧君、陳熙鋒、郎祖筠、吳帆主演，2013年2月27日在大愛電視《大愛劇場》時段播出，2013年2月27日21:00於中天娛樂台播出。「水返腳」為新北市汐止區古地名。

## 播出時間
以下時間以當地時間（台灣時間）為準

### 首播
| 片名         | 頻道       | 所在地 | 播放日期      | 播放時間  |
| ------------ | ---------- | ------ | ------------- | --------- |
| 水返腳的春天 | 大愛電視   | 台灣   | 2013年2月27日 | 20:00播出 |
| 水返腳的春天 | 中天娛樂台 | 台灣   | 2013年2月27日 | 21:00播出 |

### 重播
| 片名         | 頻道       | 所在地 | 播放日期      | 播放時間  |
| ------------ | ---------- | ------ | ------------- | --------- |
| 水返腳的春天 | 大愛電視   | 台灣   | 2013年2月27日 | 16:00播出 |
| 水返腳的春天 | 中天娛樂台 | 台灣   | 2013年2月27日 | 11:00播出 |

## 演員列表

### 主要演員
| 演員   | 角色       | 介紹                                                           |
| 高慧君 | 周靜芬     | 一歲多被周家收養，個性開朗樂觀，本質善良敦厚，頗得長輩喜愛。   |
| 彭紫莛 | 周靜芬     | 幼年周靜芬。                                                   |
| 謝欣諭 | 周靜芬     | 五歲周靜芬。                                                   |
| 萱萱   | 周靜芬     | 三歲周靜芬。                                                   |
| 陳熙鋒 | 陳山田     | 性子急，反應快，凡事講求條理，自我要求高，做事一板一眼。       |
| 陳嘉新 | 陳山田     | 幼年山田                                                       |
| 陸弈靜 | 周阿媽     | 個性溫婉，充滿長者的人生智慧，是靜芬的啟蒙老師。               |
| 吳帆   | 周父       | 性格善良溫文，雖然疼愛靜芬，也只能默默支持。                   |
| 郎祖筠 | 周母       | 個性強悍，脾氣暴烈，缺乏母性的溫柔，不擅表達內在情感。         |
| 周陳漢 | 周阿弟     | 靜芬的弟弟                                                     |
| 馬如風 | 陳父       | 寡言木訥，忠厚老實，和山田一樣是急性子，父子個性相似。         |
| 易淑寬 | 陳母       | 心思細膩，溫和善解，對人客氣有禮，是靜芬學習的好榜樣。         |
| 鍾天   | 陳大哥     | 山田之大哥。                                                   |
| 彭曉彤 | 碧琪       | 靜芬的同事。                                                   |
| 安逸   | 燈輝       | 小燈輝，山田、靜芬之長子。                                     |
| 江世亮 | 燈輝       | 中燈輝，山田、靜芬之長子。                                     |
|        | 燈輝       | 大燈輝，山田、靜芬之長子。                                     |
|        | 方         | 小方于，山田、靜芬之長女。                                       |
|        | 方         | 中方于，山田、靜芬之長女。                                       |
|        | 方         | 大方于，山田、靜芬之長女。                                       |
| 許文馨 | 陳美羿師姊 | 慈濟的朋友                                                     |
| 武行   | 工頭       |                                                                |
| 曾治豪 | 阿慶       |                                                                |
| 廖玉琦 | 廖仔       |                                                                |
| 黃秀美 | 頭家嬤     |                                                                |
| 朱虹霏 | 阿娟       | 靜芬的同事                                                     |
| 李炳輝 | 周阿伯     | 視障的獨居者，靜芬的照顧戶之一，靜芬常帶兒子阿輝去探望周阿伯。 |
| 乾德門 | 萬爺爺     | 靜芬的照顧戶之一                                               |

## 大愛會客室名單
| 集數   | 日期          | 來賓                                   |
| 第01集 | 2013年2月28日 | 郎祖筠、高慧君、龐宜安、甯宜文         |
| 第02集 | 2013年3月1日  | 彭紫筳、郎祖筠                         |
| 第03集 | 2013年3月2日  | 周靜芬、陸奕靜                         |
| 第04集 | 2013年3月3日  | 周靜芬、彭紫筳、郎祖筠                 |
| 第05集 | 2013年3月4日  | 高慧君、甯宜文                         |
| 第06集 | 2013年3月5日  | 周靜芬、高慧君、郎祖筠                 |
| 第07集 | 2013年3月6日  | 周靜芬、郎祖筠                         |
| 第08集 | 2013年3月7日  | 周靜芬、高慧君                         |
| 第09集 | 2013年3月8日  | 周靜芬、陳山田、陳熙鋒                 |
| 第10集 | 2013年3月9日  | 陳熙鋒、陳山田、周靜芬                 |
| 第11集 | 2013年3月10日 | 陳熙鋒、陳山田                         |
| 第12集 | 2013年3月11日 | 周靜芬、陳山田                         |
| 第13集 | 2013年3月12日 | 周靜芬、陳山田                         |
| 第14集 | 2013年3月13日 | 周靜芬、高慧君                         |
| 第15集 | 2013年3月14日 | 周靜芬、陳熙鋒                         |
| 第16集 | 2013年3月15日 | 周靜芬、陳山田                         |
| 第17集 | 2013年3月16日 | 陳山田、陳熙鋒                         |
| 第18集 | 2013年3月17日 | 陳山田、陳熙鋒                         |
| 第19集 | 2013年3月18日 | 周靜芬、陳山田、陳熙鋒                 |
| 第20集 | 2013年3月19日 | 周靜芬、陳山田、易淑寬                 |
| 第21集 | 2013年3月20日 | 周靜芬、陳山田、陳熙鋒                 |
| 第22集 | 2013年3月21日 | 周靜芬、陳山田、陳熙鋒                 |
| 第23集 | 2013年3月22日 | 周靜芬、易淑寬                         |
| 第24集 | 2013年3月23日 | 周靜芬、陳山田、陳熙鋒                 |
| 第25集 | 2013年3月24日 | 周靜芬、陳美羿                         |
| 第26集 | 2013年3月25日 | 周靜芬、陳山田、林碧琪                 |
| 第27集 | 2013年3月26日 | 周靜芬、陳燈輝、林碧琪                 |
| 第28集 | 2013年3月27日 | 周靜芬、陳美羿                         |
| 第29集 | 2013年3月28日 | 周靜芬、陳燈輝、陳山田                 |
| 第30集 | 2013年3月29日 | 周靜芬、陳美羿、陳山田、小孫子         |
| 第31集 | 2013年3月30日 | 周靜芬、陳美羿、陳山田、小孫子         |
| 第32集 | 2013年3月31日 | 周靜芬、易淑寬                         |
| 第33集 | 2013年4月1日  | 周靜芬、陳山田、小孫子                 |
| 第34集 | 2013年4月2日  | 周靜芬、陳山田                         |
| 第35集 | 2013年4月3日  | 周靜芬、陳燈輝                         |
| 第36集 | 2013年4月4日  | 周靜芬、郎祖筠                         |
| 第37集 | 2013年4月5日  | 周靜芬、陳山田                         |
| 第38集 | 2013年4月6日  | 周靜芬、郎祖筠                         |
| 第39集 | 2013年4月7日  | 周靜芬、陳山田、小孫子、陳方于、陳燈輝 |

## 電視劇歌曲
| 曲別   | 歌名       | 演唱者 | 作詞 | 作曲   | 編曲   | 製作人 | 合聲           |
| 片頭曲 | 心中的陽光 | 高慧君 | 十方 | 左方修 | 項仲為 | 曹俊鴻 | 高慧君、巫雨白 |
| 片尾曲 | 春天       | 郎祖筠 | 十方 | 蕭人鳳 | 項仲為 | 曹俊鴻 |                |

## 製作團隊
- 監製：龐宜安
- 製作人：甯宜文
- 編劇：甯宜文、林純華、吳維君、張禎芸
- 導演：彭大衛

## 外部連結
- 大愛電視《水返腳的春天》官方網站
- 大愛劇場官方Facebook （页面存档备份，存于）

## 作品的變遷
| 大愛電視台 週一~週日20:00~20:49         | 大愛電視台 週一~週日20:00~20:49          | 大愛電視台 週一~週日20:00~20:49 |
| --------------------------------------- | ---------------------------------------- | ------------------------------- |
|                                         | 水返腳的春天 2013年2月27日－2013年4月6日 |                                 |
| 明天更美麗 2013年1月18日－2013年2月26日 | 愛在陽光下 2013年4月7日-5月31日          |                                 |

| 中天娛樂台 週一~週日21:00~22:00         | 中天娛樂台 週一~週日21:00~22:00          | 中天娛樂台 週一~週日21:00~22:00 |
| --------------------------------------- | ---------------------------------------- | ------------------------------- |
|                                         | 水返腳的春天 2013年2月27日－2013年4月6日 |                                 |
| 明天更美麗 2013年1月18日－2013年2月26日 | 愛在陽光下 2013年4月7日-5月31日          |                                 |